# Puccinellia skottsbergii
Puccinellia skottsbergii là một loài thực vật có hoa trong họ Hòa thảo. Loài này được (Pilg.) Parodi miêu tả khoa học đầu tiên năm 1937.